# Barbara Randolph
Barbara Randolph, nome d'arte di Barbara Ann Sanders (Detroit, 5 maggio 1942 – Sudafrica, 15 luglio 2002), è stata una cantante e attrice statunitense.

## Biografia
Nata a Detroit nel Michigan, venne adottata dall'attrice Lillian Randolph, celebre per la sua partecipazione nel film La vita è meravigliosa. All'età di 8 anni, Barbara Randolph recitò nel film Bright Road (1953), vestendo il ruolo di Tanya, assieme a Harry Belafonte e Dorothy Dandridge.
La prima registrazione di Barbara Randolph come cantante solista risale al 1960 per la RCA Records. Quattro anni dopo decise di unirsi al gruppo The Platters, prendendo il posto di Zola Taylor. Continuò comunque la sua carriera di attrice; nel 1967 ebbe la parte di Dorothy nel film Indovina chi viene a cena? Lo stesso anno firmò un accordo con la Motown Records, per la quale incise però soltanto due singoli.
Nel corso del tempo divenne particolarmente importante sulla scena Northern Soul in Gran Bretagna, dove molti dei suoi brani furono reincisi in diverse compilation e pubblicati dalla Records Spectrum nel 2003. 
Morì di cancro in Sudafrica all'età di 60 anni.

## Vita privata
Sposò Eddie Singleton.

## Filmografia
- Bright Road, regia di Gerald Mayer (1953)
- Indovina chi viene a cena? (Guess Who's Coming to Dinner), regia di Stanley Kramer (1967)
- Fiore di cactus (Cactus Flower), regia di Gene Saks (1969)